# Jerlan Aryn
Jerlan Muchtaruly Aryn (kasachisch Ерлан Мұхтарұлы Арын, russisch Ерлан Мухтарулы Арын; * 23. September 1961 in Alma-Ata, Kasachische SSR) ist ein kasachischer Politiker.

## Leben
Jerlan Aryn machte 1983 seinen Abschluss in Wirtschaft an der Staatlichen Kasachischen Kirow-Universität in Alma-Ata.
Nach seinem Abschluss arbeitete er bis 1985 als Mitarbeiter am kasachischen Pädagogischen Institut. Von 1985 bis 1992 war er an der Kasachischen Akademie der Wissenschaften als wissenschaftlicher Mitarbeiter und Doktorand beschäftigt. Anschließend war er stellvertretender Direktor des Zentrums für strategische Forschung am KIMEP und von 1993 bis 1994 stellvertretender Direktor des kasachischen Instituts für Strategische Studien. Zwischen 1994 und 1997 war er Präsident des Instituts für Entwicklung. Ab November 1997 war Aryn zuerst stellvertretender Minister für Bildung, Kultur und Gesundheit, ab Januar 1999 erster stellvertretender Minister für Bildung, Kultur und Gesundheit und ab November des Jahres dann erster stellvertretender Minister für Bildung und Wissenschaft. Im Februar 2001 wurde er Rektor der Staatlichen Universität Pawlodar. Diese Position hatte er bis 2012 inne, mit einer kurzen Unterbrechung von Februar bis April 2008. Am 20. Januar 2012 wurde er zum Äkim (Gouverneur) des Gebietes Pawlodar ernannt.
Am 20. Dezember 2013 trat Aryn von seinem Posten als Äkim infolge eines Korruptionsskandals in der Regionalverwaltung zurück. Am 6. März 2014 wurde auch er selbst durch die kasachische Finanzpolizei verhaftet. Am 26. November 2014 wurde er von einem Gericht in Pawlodar wegen Geldwäsche, Finanzbetrug und Bestechlichkeit zu einer Haftstrafe von drei Jahren verurteilt. Nachdem er zuvor seine Loyalität zu Präsident Nursultan Nasarbajew bekundet hatte, wurde die Strafe zur Bewährung ausgesetzt.